# Ivana Hirschmann
Ivana Hirschmann (Donja Zelina, 5. svibnja 1866. − sabirni logor Auschwitz, 8. svibnja 1943.), hrvatska gimnastičarka. Prva je profesorica tjelesnog odgoja u Hrvatskoj.

## Životopis
Rodila se je u hrvatskoj židovskoj obitelji. Školovala se je u Zagrebu. Pisala je, prevodila i objavljivala članke na temu gimnastike i škole. Pionirka je športske historiografije, jer je objavila brošuricu o povijesti gimnastike u Hrvatskoj. Pisala je i o sinjskoj alci. Radila je u ženskom liceju. Oduševljala je oduševiti učenice za razne športove, poput kriketa, kroketa i hazene. U drugom svjetskom ratu nije izmakla holokaustu. Ustaški režim ju je uhitio 5. svibnja 1943. i odveo u zatvor na Savskoj cesti u Zagrebu. Odandje je deportirana u sabirni logor u Auschwitzu gdje je ubijena u plinskim komorama čim je dospjela u logor, 8. svibnja 1943. godine.
Bila je nastavnica Ivane Tomljenović-Meller, hrvatske športašice i državne reprezentativke u hazeni koja je osvojila srebrno odličje na svjetskom prvenstvu u Pragu 1930. godine.